# Mar Agai
Mar Agai był legendarnym przywódcą Kościoła Wschodu w I wieku, rzekomym uczniem i następcą Tadeusza z Edessy, według tradycji, poprzedniego patriarchy (od 66 do 87 roku). Przez kościoły odwołujące się do tradycji Kościoła Wschodu uważany jest za świętego. Jego istnienie jest kwestią dyskusyjną a zdania wśród uczonych są podzielone. Część przyjmuje tradycje kościelną za prawdę. Istnieje też teoria iż Mar Agai jest uosobieniem kilku przywódców grup chrześcijańskich żyjących na terenie państwa Partów. Jest jednak wielu uczonych którzy twierdzą iż jest to postać czysto fikcyjna, wymyślona aby udowodnić pochodzenie Kościoła Wschodu od Apostołów.
Wspomniana wyżej tradycja głosi że Agai był jednym z siedemdziesięciu dwóch, a pod pracę misyjną przydzielono mu wschód aż po granice Indii. Mar Addai (Tadeusz z Edessy) miał go mianować swym następcą na krótko przed śmiercią.

## Życie
Fragment Kroniki Bar Hebraeusa:

Po Mar Addai był jego uczeń Agai. Ten człowiek wykonywał dla Abgara chińskie tkaniny, a po śmierci swego mistrza wyruszył dalej na wschód. Zaczął głosić Słowo Boże w Persji, Asyrii, Armenii, Medii, Babilonii i rejonie Chuzestanu i wśród Gelów, aż do samych granic Indii. Następnie powrócił do Edessy, gdyż obawiał się o losy tamtejszej wspólnoty pod rządami syna Abgara, który powrócił do pogaństwa. Gdy dotarł do Edessy, nowy władca rozkazał mu, aby ten powrócił do wyrobu tkanin, tak jak to czynił za życia jego ojca. Agai odpowiedział mu: „Kiedy mój mistrz pasł stado Chrystusa ja mogłem pracować, lecz teraz, gdy to mnie przypadł ten obowiązek, nie mogę poświęcać się innemu zajęciu”. Gdy syn Abgara usłyszał tę odpowiedź, wpadł w gniew i skazał go na śmierć przez łamanie nóg.